# Коца Марковић
Никола Марковић (Пожаревац, 1795 — Пожаревац, 17. март 1836) био је трговац, министар, председник Државног савета, односно први премијер Кнежевине Србије.

## Биографија
Најпре се бавио трговином стоке. Једно време је, као један од ортака кнеза Милоша у трговини свињама, извозио и продавао у Аустрији свиње, које је кнез Милош гајио у самој вароши Пожаревац, а напасао травом у околини.
Кнез Милош га је 25. октобра 1821. поставио за цариника на дубравичкој и рамској скели. Потом је био срески начелник рамског, млавског и пожаревачког среза.
Због незадовољства старешина и народних маса, кнез Милош је на Светотрифунској скупштини 1834. обећао значајне законодавне и административне реформе и поставио пет министара, у року од два и по месеца. Коца Марковић је 23. априла 1834. изабран за министра финансија. Међутим, кнез никаквом уредбом није одредио дужности министара, а он сам наставио је да се понаша на исти начин. По избијању Милетине буне, саветовао је кнеза да не напушта земљу.
Уплашен буном Милош је ипак одлучио да изда Сретењски устав, (2/14. фебруара 1835), по коме је он као кнез делио законодавну и извршну власт са Државним саветом. Коца Марковић је тада постао председник Владе Кнежевине Србије, а његов кабинет је носило име Размотрилиште попечитељстава. Функцију председника је обављао од 3/15. фебруара 1835. Устав је трајао свега 55. дана. По укидању Сретењског устава, постављен је за председника управног Совјета у Крагујевцу.
Био је ожењен сестром Стевче Михаиловића.
Умро је 1836. године и сахрањен код Саборне цркве у Пожаревцу.